# Grand-Corent
Grand-Corent es una comuna francesa situada en el departamento de Ain, de la región de Auvernia-Ródano-Alpes. Pertenece a la comunidad de aglomeración del Bassin de Bourg-en-Bresse.

## Enlaces externos

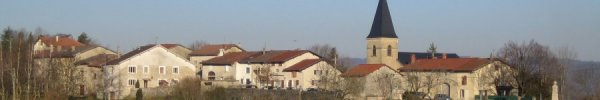
Barrio de Seyzériat

## Demografía
| 288 | 317 | 216 | 82 | 79 | 60 | 76 | 104 | 111 | 117 | 158 | 174 | 177 |
| Para los censos de 1962 a 1999 la población legal corresponde a la población sin duplicidades (Fuente: INSEE [Consultar]) |     |     |    |    |    |    |     |     |     |     |     |     |